# Ravnihar
Ravnihar je priimek več znanih Slovencev:
- Božena Nataša Ravnihar (1914—2002), zdravnica onkologinja
- Evgenij Ravnihar (1912—1949), pravnik in politik
- Ranc Ravnihar (1832—1904), rodoljub, narodni delavec, organizator
- Nikomed Ravnihar (1840—1928), pravnik
- Vladimir Ravnihar (1871—1954), pravnik, politik in publicist, sokolski načelnik